# جک کومس
جک کومس (انگلیسی: Jack Combs) تهیه‌کننده تلویزیونی اهل ایالات متحده آمریکا است.
از فیلم‌هایی که وی در آن‌ها نقش داشته است، می‌توان به قلمرو داود: حماسه بنی‌اسرائیل  اشاره نمود.